# غواصة يو بي-50
يو بي-50 غواصة ألمانية من فئة يو بي3 خدمت في البحرية الإمبراطورية الألمانية خلال الحرب العالمية الأولى. تم طلب الغواصة في 20 مايو 1916. تم تكليفها في الأسطول بولا التابعة للبحرية الإمبراطورية الألمانية في 12 يوليو 1917 باسم يو بي-50.